# Osinki (Sobiatyno)
Osinki – kolonia wsi Sobiatyno w Polsce, położona w województwie podlaskim, w powiecie siemiatyckim, w gminie Milejczyce.
W latach 1975–1998 kolonia administracyjnie należała do województwa białostockiego.